# سیارک ۱۱۹۴۵
سیارک ۱۱۹۴۵ (به انگلیسی: 11945 Amsterdam، نامگذاری:1993PC5) یازده هزار و نهصد و چهل و پنجمین سیارک کشف شده‌است که در ۱۵ اوت ۱۹۹۳ کشف شد.
قدر مطلق سیارک برابر ۳۲.۳ است.